# Indigo

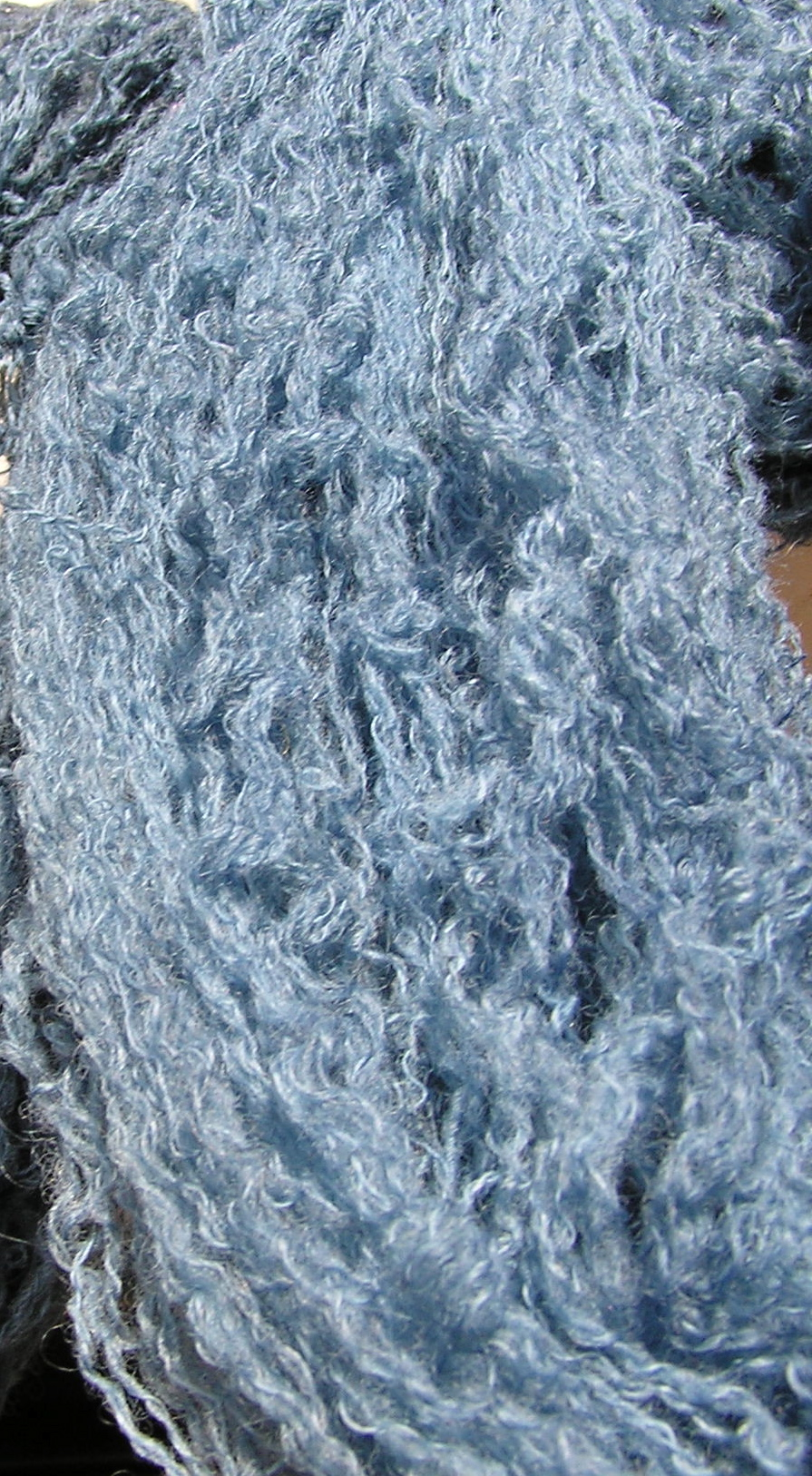
Indigem obarvená příze

Indigo je modré barvivo původně získávané ze stejnojmenné rostliny. Přírodní barvivo bylo asi od poslední třetiny 19. století postupně nahrazeno syntetickým indigem.

## Přírodní indigo
Z předvýrobku, získaného z listů indigovníku pravého, tzv. indicanu, vzniká kvašením žlutá látka indoxyl (indol-3-ol). Oxidací indoxylu na vzduchu vzniká pak modré indigo, to se smíchá s louhem, suší a lisuje (např. do koláčů viz snímek (1)) nebo drtí na prášek.
Rostlina pochází pravděpodobně z tropického pásma Afriky, později byla kultivována hlavně v jižní Asii a v jižní Americe. Na konci 19. století obnášela roční světová produkce ještě 9 000 tun, ve 30. letech 20. století rozsáhlejší pěstování indiga zcela zaniklo.
Přírodní indigo se používalo (vedle džín známých od poloviny 19. století) k barvení námořnických uniforem, pracovních oděvů apod. Méně známé je použití k potiskování textilií (snímek(2)). U nabídek džín barvených údajně „přírodním indigem“ se může jednat o výrobky z příze několikrát namáčené v syntetickém indigu (v porovnání s levnějším zbožím barveným v hotové tkanině).

## Syntetické indigo

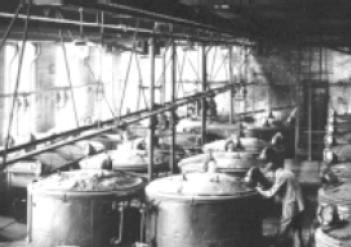
Výroba indiga v továrně BASF (1890)

Indigo je kypové barvivo, tzn. že se jeho molekuly chemicky nespojují s textilním vláknem, ale zachycují se jako nerozpustný pigment na povrchu textilie. Chemické složení umělého indiga je naprosto stejné jako u indiga přírodního (viz snímek (3)), výroba a použití syntetického barviva je jednodušší, vlastnosti jsou zhruba stejné.
Syntetické indigo bylo vynalezeno v roce 1870. Syntéza a technologie výroby byla několikrát zdokonalena, v roce 1897 se začalo s komerční produkcí.
Na začátku 21. století se odhadovala celosvětová roční spotřeba na 17 000 tun, z toho asi 90 % se používalo k barvení džínů (snímek (4)) vyrobených skoro výlučně z bavlněných přízí. (1 kg barviva se prodával za cca 24 €, spotřeba na jedny kalhoty se udávala s 3–12 g).

## Galerie indiga

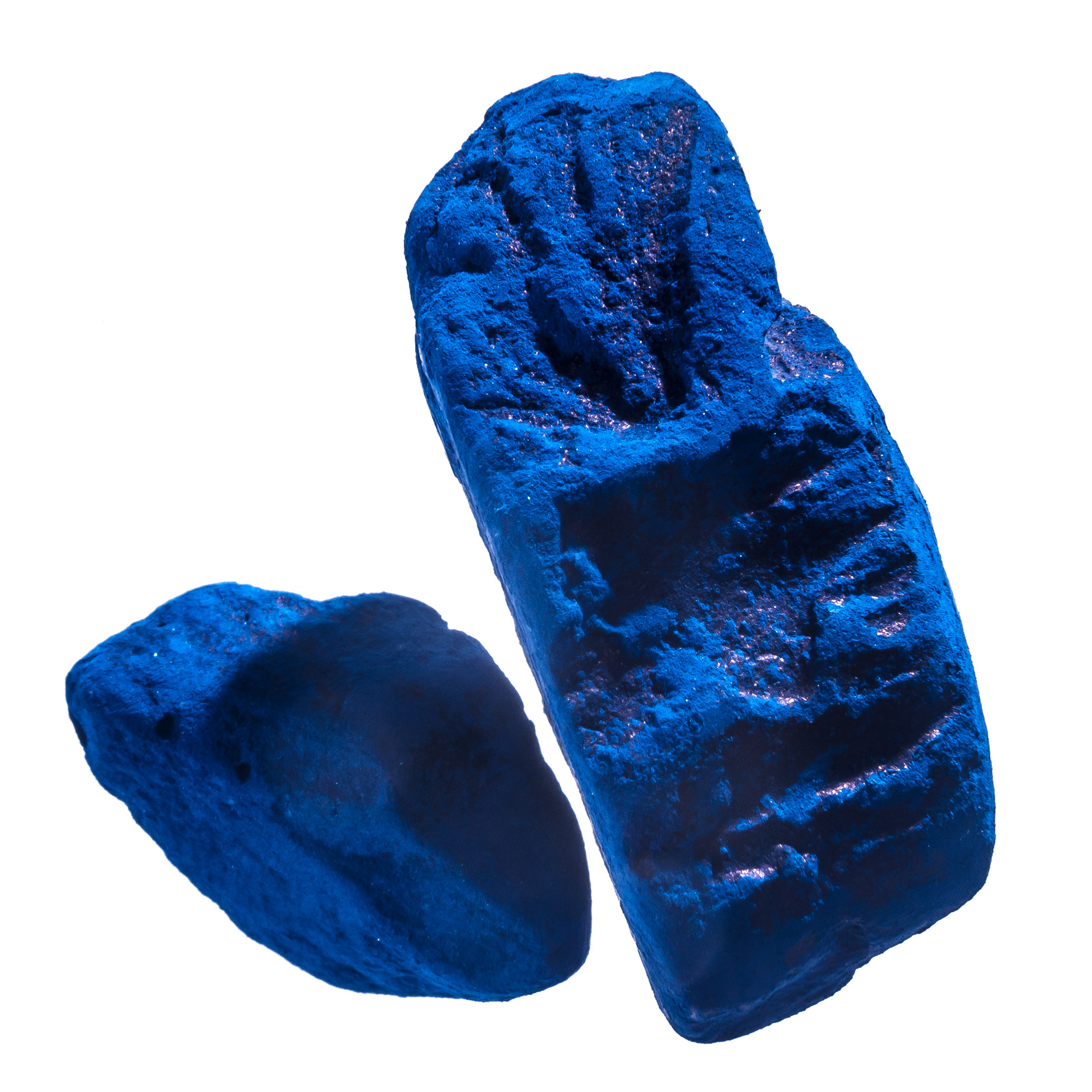
(1) Koláč z přírodního indiga (cca 2 cm)
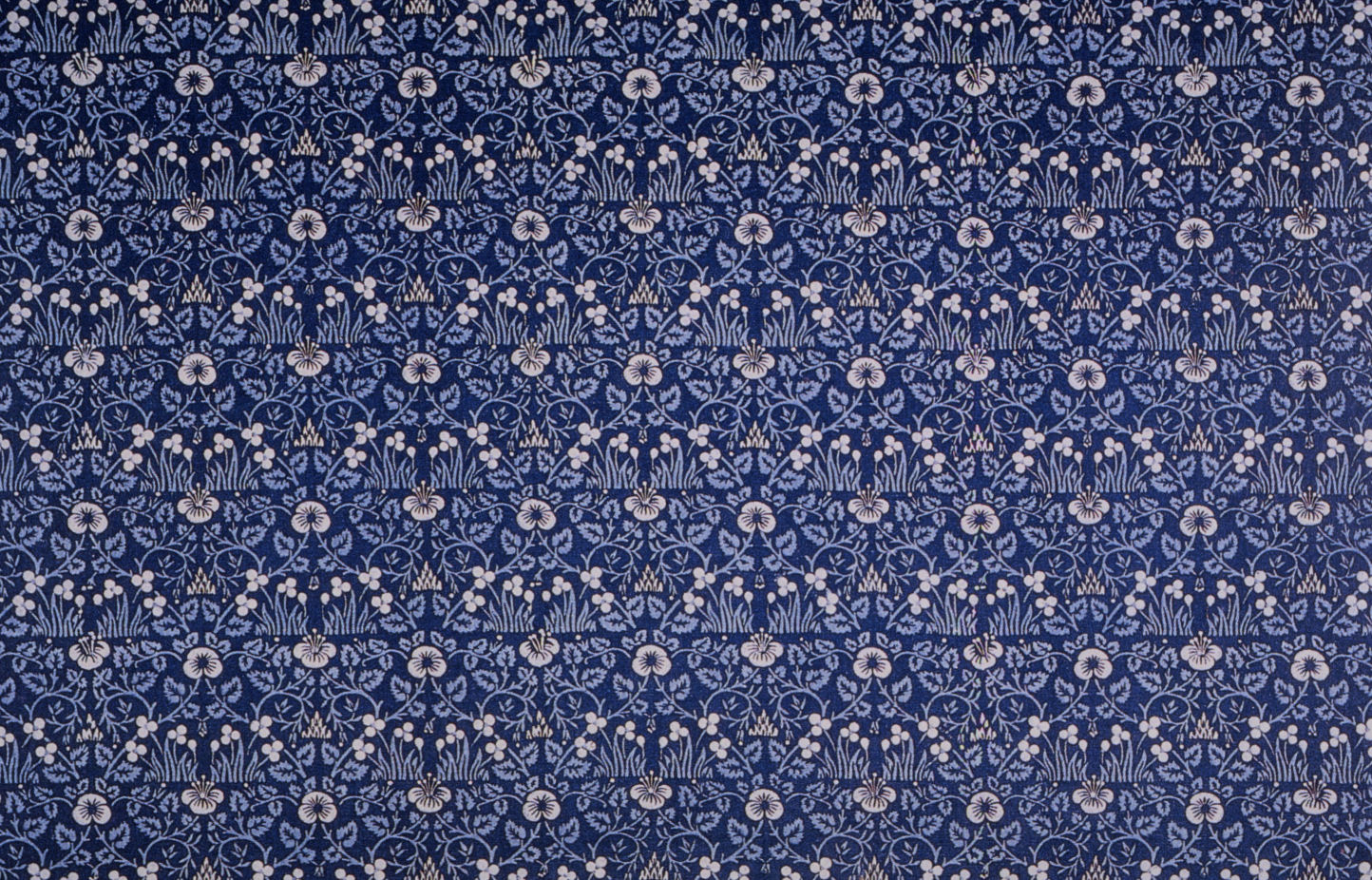
(2)Bavlněná tkanina potištěná leptaným přírodním indigem
(3)Chemické složení indiga
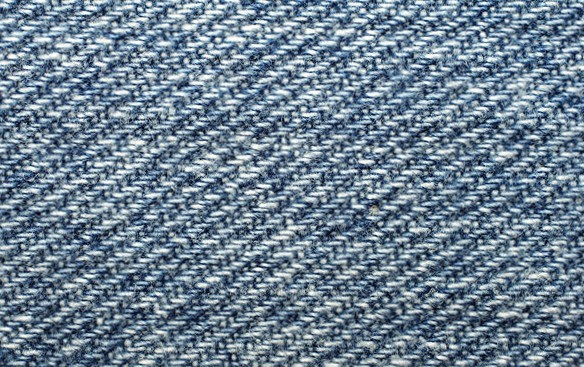
(4) Blue denim s osnovní přízí barvenou indigem
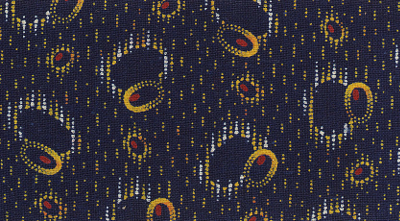
Bavlněná tkanina barvená indigem a leptaná chromitanem (začátek 20. století)
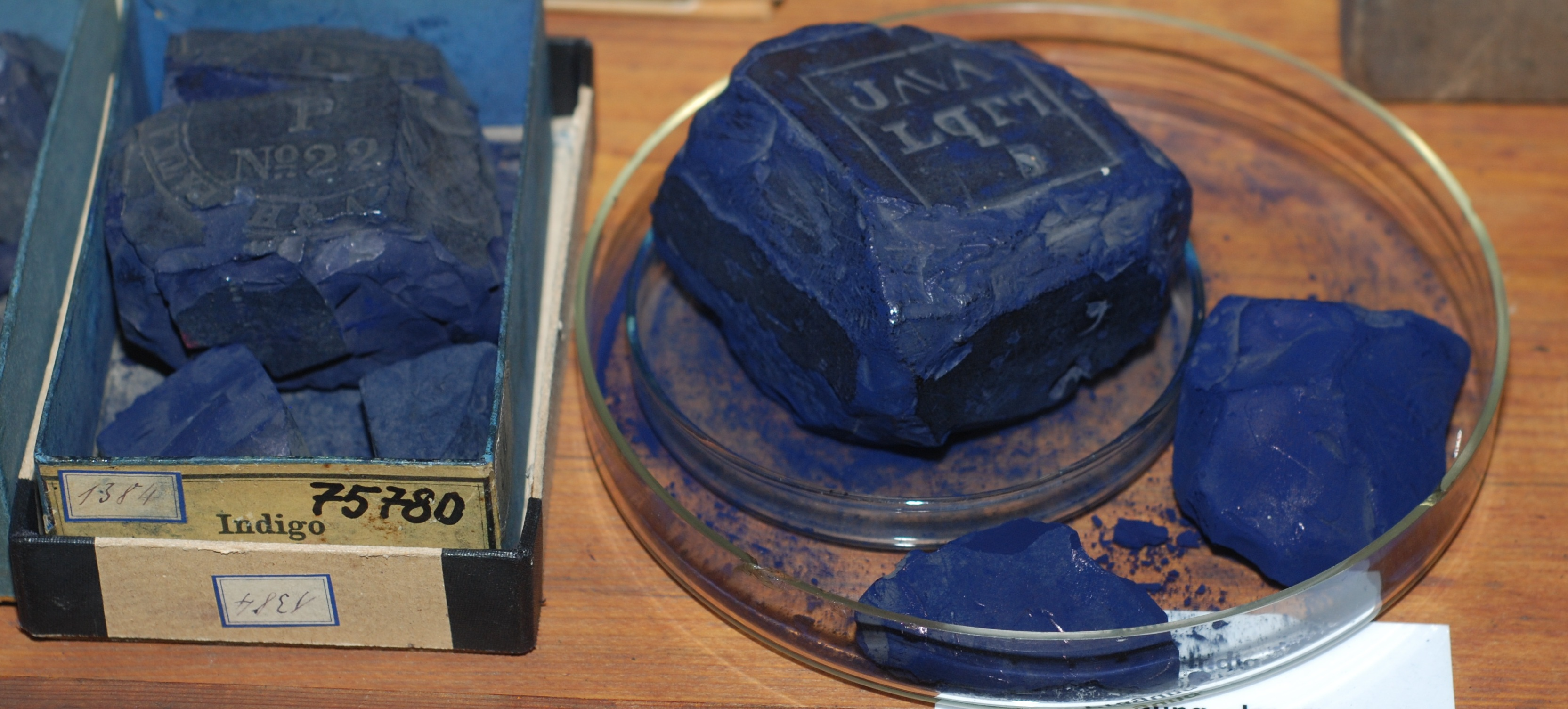
(5)Indigo v historické sbírce barviv Technické univerzity v Drážďanech